# Andrés Saliquet
Andrés Saliquet Zumeta (Barcelone, 1877 - Madrid, 1959) était un militaire et homme politique espagnol.
À l’issue de sa formation militaire, Andrés Saliquet combattit dans les guerres coloniales espagnoles du tournant du siècle (Cuba, Rif). Revenu en Espagne, il fut nommé gouverneur militaire de Cadix par Primo de Rivera, mais renonça à son poste à l’avènement de la république en 1931. 
Avec Mola, il conspira ensuite contre la république et sut, lors du coup d’État de juillet 1936, se rendre maître de Valladolid et de sa région. Pendant la Guerre civile subséquente, il se vit confier le commandement d’une vaste ligne de front allant du haut Tage jusqu’à Madrid et fit partie du groupe de généraux qui élut Franco chef de l’État. 
La guerre civile terminée, Saliquet, chargé de la répression à Madrid, contresigna des centaines de condamnations à mort prononcées par des conseils de guerre contre des républicains. Monarchiste et catholique, il protesta ensuite, aux côtés d’autres généraux, dont notamment Kindelán, contre l’orientation fasciste adoptée par le régime franquiste pendant la Seconde Guerre mondiale et réclama l’instauration de la monarchie.

## Biographie
Andrés Saliquet s'inscrivit le 29 août 1893 à l’Académie d’infanterie de Tolède, dont il sortit diplômé deux ans plus tard, le 24 juin 1895. Il s’engagea peu après dans la guerre de Cuba, puis dans les guerres du Maroc, où il obtint un avancement rapide pour mérites de guerre,. En 1917, il fut dépêché à Barcelone pour aider à réprimer la grève générale déclenchée en août de cette année. En 1928, sous la dictature de Primo de Rivera, il fut nommé gouverneur civil de la province de Santander, et le 8 février 1930 gouverneur militaire de la province de Cadix.
En 1923, il fut promu au grade de général de brigade et dès 1929 monta à celui de général de division. Cependant, au lendemain de la proclamation de la Deuxième République, il fut démis de son poste de gouverneur militaire de Cadix,.

### Guerre civile
Lors de la réforme militaire de Manuel Azaña, Saliquet opta pour le départ volontaire à la retraite. Il se joignit à la conspiration tramée par le général Mola, qui lui confia le commandement de la VIIe Division organique. À ce titre, il s’empara le 18 juillet 1936 du pouvoir à Valladolid — qui du reste avait déjà basculé dans le camp nationaliste, puisque phalangistes et gardes d’assaut s’étaient rendus maîtres des locaux de Radio-Valladolid, de l’immeuble de la Poste et du gouvernement civil — et écarta le lendemain 19 juillet le général Molero, qui était resté fidèle à la république et refusait de s’incliner ; au cours d’une entrevue entre les deux officiers, un jeune avocat qui assistait Molero fut tué par un adjoint de Saliquet,. Celui-ci proclama l’état de guerre dans la province de Valladolid, et plaça sous sa tutelle la VIIe Division organique et tous les territoires relevant de l’autorité de celle-ci. Saliquet fut donc logiquement l’un des militaires que le 22 juillet 1936 le gouvernement républicain s’empressa de limoger de l’armée, dans l’espoir de mettre ainsi en échec la rébellion militaire,. 
Il devint, avec Miguel Ponte, l’un des deux membres monarchistes de la Junta de Defensa Nacional (littér. Comité de défense nationale), mise sur pied à Burgos, façon de gouvernement provisoire destiné à gouverner dans la zone insurgée. Il fit partie du groupe de généraux qui fin septembre 1936 élurent Franco chef de gouvernement et généralissime des armées. Il demeura à la tête de la VIIe Division organique, reconvertie par la suite en VIIe corps de l’armée franquiste,,.
Le 4 juin 1937, il fut désigné commandant en chef de l’armée du Centre, unité récemment créée et chargée de couvrir le front compris entre le cours supérieur du Tage et Cáceres, en passant par le Guadarrama, le front de Madrid et Tolède. En 1939, la Guerre civile terminée, Saliquet, ainsi que les unités sous son commandement, prit part au Défilé de la victoire le 19 mai 1939 à Madrid, aux côtés du général Franco. Le 17 mai, il avait été promu lieutenant-général,. Au début de la Seconde Guerre mondiale, il était — avec notamment Kindelán, Dávila, Ponte, Orgaz, Varela — en désaccord partiel avec Franco, notamment avec sa politique de soutien passif à l’Axe, mais n’eut pas, comme le premier cité, le courage de le manifester vigoureusement ; certes, en septembre 1943, Saliquet fut le cosignataire, avec sept autres généraux — Monasterio et Solchaga, en plus de ceux déjà nommés —, d’une lettre adressée à Franco qui réclamait une reconfiguration de l’État espagnol par l’instauration de la monarchie.
Serrano Suñer le décrit comme « un homme sympathique, intègre, bonasse, pas le moindrement infatué, d’une fidélité de chien au commandement ».

### Dictature franquiste
Peu après la fin du conflit, le 5 juillet 1939, Saliquet fut nommé capitaine général de la 1re région militaire (c’est-à-dire celle de Madrid), mais placé bientôt après, le 21 juillet, à la tête de la IIe région militaire (à savoir celle de Séville), en remplacement du général Gonzalo Queipo de Llano,. Un mois plus tard cependant, le 19 août, il assuma de nouveau le poste de capitaine général de Madrid. À partir de mai 1940, en application d’une délégation de pouvoirs du Caudillo, Saliquet devint le principal responsable de la répression franquiste dans la capitale, apposant alors sa signature sous des centaines de condamnations à mort prononcées par des conseils de guerre en procédure accélérée. À partir de mars 1941 et jusqu’à sa mort en 1959, il exerça la charge de président du Tribunal spécial pour la répression de la maçonnerie et du communisme.
Sous la dictature, il siégea comme procureur aux Cortes franquistes et comme conseiller d’État. Entre 1945 et 1946, après son départ à la retraite à l’âge réglementaire, il occupa la présidence du Conseil suprême de justice militaire,. Non exempt d’affairisme, il mit à profit sa haute position pour favoriser ses entreprises personnelles (en l’espèce : des savonneries).

## Inculpation posthume de crimes contre l’humanité et de détention illégale (2008)
En 2008, Saliquet fut l’un des 35 haut placés du franquisme mis en accusation par l’Audience nationale dans le cadre de la procédure engagée par le juge Baltasar Garzón pour délits présumés de détention illégale et de crimes contre l'humanité commis au cours de la Guerre civile et des premières années du régime de Franco. Toutefois, le juge déclara éteinte la responsabilité pénale de Saliquet, après qu’il eut reçu confirmation indubitable de son décès, survenu près de cinquante ans auparavant,. L’instruction de cette affaire fut à ce point polémique que Garzón vint à être inculpé lui-même de prévarication et dut passer en jugement ; cependant, il fut acquitté en février 2012 par le Tribunal suprême.

## Décorations et hommages
- Médaille militaire, à titre individuel, en 1940.
- Grand-croix de l’ordre du Mérite militaire, en 1943.
- Grand croix de l’ordre d'Isabelle la Catholique, en 1944.

Le Caudillo lui octroya le marquisat de Saliquet,.